# Jeremias I de Constantinopla
Jeremias I de Constantinopla (em grego: Ιερεμίας Α΄; m. 13 de janeiro de 1546) foi patriarca ecumênico de Constantinopla por duas vezes, entre 1522 e 1524 e novamente entre 1525 e 1546.

## História
Jeremias era nativo de Zitsa, no Epiro, e foi criado sem nenhuma instrução formal. Mesmo assim, ele se tornou bispo metropolitano de Sófia em 1513 ou antes. Em 31 de dezembro de 1522, Jeremias foi eleito patriarca de Constantinopla.
Logo depois de sua eleição, viajou para Chipre, Egito, Sinai e Palestina. Durante sua estadia em Jerusalém, o clero e os notáveis em Istambul o depuseram em abril ou maio de 1524 e elegeram em seu lugar o bispo metropolitano de Sozópolis, o patriarca Joanício I. Jeremias reagiu e juntamente com os patriarcas de Alexandria e Antioquia, que ele havia convocado a Jerusalém, excomungou Joanício. Ele foi restaurado no trono em Istambul em 24 de setembro de 1525.
Em 1537, Jeremias obteve do sultão Solimão, o Magnífico, a interrupção na conversão de igrejas em mesquitas em Istambul, mas a decisão não foi confirmada pelos sucessores de Solimão. Jeremias morreu em 13 de janeiro de 1546 na cidade de Vratsa durante uma viagem pela Valáquia.